# Mesotype impunctata
Mesotype impunctata är en fjärilsart som beskrevs av Pet. 1902. Mesotype impunctata ingår i släktet Mesotype och familjen mätare. Inga underarter finns listade i Catalogue of Life.